# Anopheles corethroides
Anopheles corethroides este o specie de țânțari din genul Anopheles, descrisă de Theobald în anul 1907.
Este endemică în Queensland. Conform Catalogue of Life specia Anopheles corethroides nu are subspecii cunoscute.